# Augusta FitzClarence
Augusta FitzClarence (17 novembre 1803 – 8 décembre 1865) est une noble britannique. Elle est la quatrième fille illégitime du roi Guillaume IV du Royaume-Uni (d'abord duc de Clarence) et de sa maîtresse Dorothea Jordanie, elle grandit Bushy House Teddington. Augusta a quatre sœurs et cinq frères, tous surnommés FitzClarence. Après que leur père soit devenu monarque, les FitzClarence sont élevés au rang des plus jeunes enfants d'un marquis.
En 1827, Augusta épouse John Kennedy-Erskine, un des plus jeunes fils de Archibald Kennedy (1er marquis d'Ailsa). Ils ont trois enfants avant sa mort en 1831. Cinq ans plus tard, elle épouse Frederick Gordon-Hallyburton, le troisième fils de George Gordon (9e marquis de Huntly). Après la mort de sa sœur Sophia FitzClarence, en 1837, Augusta est nommé gardienne du Palais de Kensington par son père. Elle est la mère de la romancière Wilhelmina FitzClarence, comtesse de Munster.

## Famille
Ses parents se séparent en décembre 1811 en vertu d'un acte de séparation. Criblés de dettes, le duc est désireux de sécuriser la situation de sa femme,  Dorothea reçoit une pension, mais elle est insuffisante et elle contracte des dettes. En 1815, elle déménage de Londres à Boulogne, en France, pour échapper à ses créanciers,. le 5 juillet 1816, elle y meurt seule.
En 1818, Augusta et ses frères et sœurs reçoivent une pension de 500 livres, et Augusta reçoit sa propre version des Armoiries Royales mettant en vedette un "baton senestre d'azur chargé d'une ancre entre deux roses". En 1819, le baron Franz Ludwig von Bibra, un allemand, est engagé comme tuteur des deux plus jeunes filles FitzClarence. En juin 1830, le duc de Clarence, succède à son frère George IV comme roi Guillaume IV. L'année suivante, il fait de son fils aîné, George, le comte de Munster, et élève ses plus jeunes enfants au rang d'un enfant de marquis. Avec leur père maintenant monarque, les FitzClarences fréquentent souvent la cour, mais leur présence irrite la duchesse de Kent, qui estime que les FitzClarences auraient une influence néfaste sur sa fille, la Princesse Victoria.

## Le mariage de Kennedy-Erskine
Le 5 juillet 1827, Augusta épouse John Kennedy-Erskine. Il sert comme capitaine dans le 16e Lanciers, et devient écuyer du roi Guillaume en 1830. Ils ont trois enfants:
- William Henry Kennedy-Erskine (1er juillet 1828 – 5 septembre 1870); marié à Catherine Jones en 1862, parmi ses descendants, figure l'écrivain écossais Violet Jacob
- Wilhelmina "Mina" Kennedy-Erskine (27 juin 1830[9] – 9 octobre 1906); mariée à William FitzClarence (2e comte de Munster) en 1855
- Augusta Anne Millicent Kennedy-Erskine (11 mai 1831 – 11 février 1895); mariée à James Hay Erskine Wemyss en 1855

Augusta apprécie la botanique et la broderie. Elle hérite de son grand-père maternel du château de Dun dans le Forfarshire, John est mort le 6 mars 1831. Sa plus jeune fille Millicent est née à titre posthume, car John est mort quelques mois avant sa naissance. Bien que cela ait été considéré comme scandaleux, le roi Guillaume, encore au début de son règne, pleure publiquement la mort de son gendre.
Maintenant veuve, Augusta et ses enfants vivent dans un "charmant brickhouse" à Railshead sur la Tamise. Le roi Guillaume rend souvent visite à sa fille et ses petits-enfants. Ils visitent souvent le roi au Château de Windsor. Ils ont également une maison à Brighton.

## Le mariage Gordon
Le 24 août 1836,  Augusta épouse Frederick Gordon-Hallyburton, le troisième fils de George Gordon (9e marquis de Huntly). Gordon est un marin professionnel, et devient amiral de la Marine en 1868. Lui et Augusta n'ont pas d'enfants.
Son père lui accorde des appartements dans le Palais de Kensington et la place de gardienne (en remplacement de sa sœur de Sophia). Ils y vivent pendant de nombreuses années. En 1847, ils font un voyage de trois ans sur le continent, en visite en Allemagne, en France et en Italie. En 1850, ils retournent à Kensington Palace. Les deux filles, se marient, en 1855, dans un double mariage, Wilhelmina épouse le 2e comte de Munster et Millicent épouse James Hay Erskine Wemyss.
Augusta meurt en 1865. Son mari lui survit douze ans.